# 尼克·本立克
尼克·贝利奇（英語：Niko Bellic）是Rockstar North2008年游戏《侠盗猎车手IV》中的主角，在《侠盗猎车手IV：失落与诅咒》和《侠盗猎车手：夜生活之曲》亦有客串，其配音演员为迈克尔·霍利克。

## 早年
尼克的国籍并未被透露，因此在游戏发布前有人猜测他是俄罗斯人，也有文章解释该角色来自克罗地亚或塞尔维亚。执行制作人丹·豪瑟就此事回应称尼克“来自东欧解体的灰色地带”，表明尼克的国籍是故意含糊不清，留给玩家去猜测。
尼克的父亲是位脾气暴躁的酒鬼，经常虐待妻子、尼克和他的哥哥。尼克的母亲是位关爱自然的妇女，自从尼克和哥哥长在东欧进行某场战争的某个时期，她就后悔孩子们要忍受那样的痛苦。哥哥在战争中的阵亡，激发尼克从军的欲望。尼克在战争期间见证了无数的暴行，其中就包括谋杀和肢解50多名儿童。导致他愤世嫉俗，常发无名火，被愧疚的情绪困扰，还带有严重的抑郁症。某日，跟他同村的15名战友遭到敌人的伏击，尼克勉强逃过了伏击，而后他认为部队中有内鬼，于是他来到埋葬战友的坑，清点挖出来的尸体，发现有两个幸存者弗洛里安·克拉維奇（Florian Cravic）和達爾科·布列維奇（Darko Brevic）。尼克发誓要寻找肇事者，不仅出于报仇的动机，还要为这件事划上句话，继续自己的生活。尼克最终发现弗洛里安居住在自由市，但并未急于动身，而是通过军事训练获得近身搏斗、基础直升机驾驶技术、射击和游泳等技能。
战事结束，尼克历经困难后找到工作，过着正常的生活。他的堂哥罗曼早在战争之前决定定居美国，为了过上新生活。只知道暴力的尼克，在接下来的十年里投靠巴尔卡尼克黑帮，同时对复仇念念不忘。被关进监狱不久被释放后，尼克转而投靠从事走私和贩卖戒指维生的俄罗斯人雷·布尔加林。
一次前往意大利时，尼克所在走私船在亚得里亚海沉没，此处距最近的海岸线仅一英里。危急中，尼克设法弃船后游到安全的地方，但船上的所有东西都无法拿回。布尔加林指责尼克没有带上船上的钱就逃走。尽管尼克否认指控，但布尔加林仍没办法相信他，尼克一怒之下加盟商家海军，背离布尔加林。他在大西洋上漂泊了7个月后，碰到了鸭嘴兽号的船员。想到罗曼邀请自己来到自由城，分享自己的奢侈生活——豪宅、跑车、钱和美女，就满是期待，觉得要成“暴发户”。由於尼可眼看在祖國也無容身之地，只能偷渡到美國投靠堂哥，順便也追查前戰友的下落。同时报仇和离开布尔加林的念头，更加激发他前往自由城的念想。

## 來到自由市
來到自由市後，尼可才發覺堂哥之前所說的都是謊言，他住在破舊不堪的公寓裡，經營著一家計程車公司，欠下一堆高利貸和賭債。面對現實，尼可只得開始為堂哥和他的債主們工作。雖然尼可表面上看起來是個只愛錢，愛女人，兇惡的人，不過在遊戲中期，你會發現他其實是個很正直的人。
最後被吉米·佩哥里諾要求（實際為半強迫）他去和迪米特里接手的俄羅斯黑手黨合作。尼可若選擇與俄羅斯黑手黨交易。則會導致表哥死亡。而後向迪米特里算清最後一次帳，將他追殺到幸福女神像下後將他槍殺。最後向羅曼的遺孀瑪露麗保證，一定會她和表哥的遺腹子不會再遇到任何危險。若選擇復仇結局，尼可會直接前往他偷渡前往的郵輪打斷交易。直接掃蕩俄羅斯黑幫，並殺死迪米特里。但此舉導致佩哥里諾家族完全潰敗形同空殼。而後被佩哥里諾報復，攻擊參加羅曼婚禮的尼可，導致尼可的女友死亡。最後悲憤交加的尼可聯手小雅各布和羅曼在幸福女神像下槍殺佩哥里諾。至此一切塵埃若定，羅曼也邀請尼可和他一起經營計程車生意。最後尼可選擇遵從凱特的遺願，就此金盆洗手完全脫離犯罪生活。和表哥一同經營計程車生意至今。在俠盜獵車手V彩蛋中，在吉米·迪聖塔（Jimmy De Santa）的筆電上可以看到尼可的全都露社群網頁面，底下有他祝羅曼生日快樂的發文，因此可得知官方結局為復仇結局。而簡介也寫到他在羅曼的計程車公司工作，可知他已完全脫離犯罪生活，過上低調的平民生活了。